# 船橋市立御滝中学校
船橋市立御滝中学校（ふなばししりつ おたきちゅうがっこう、英語: Otaki Junior High School）は、千葉県船橋市金杉にある公立中学校である。

## 学区
金杉1丁目～7丁目、8丁目1番～18番、24番〜25番、9丁目、金杉台1丁目～2丁目、金杉町、二和西1丁目～6丁目、二和東1丁目～6丁目、三咲1丁目～3丁目、南三咲1丁目〜2丁目、3丁目1番～22番、馬込町1173−1、1173−3～1173−40

## 沿革
- 1949年（昭和24年） - 船橋市立御滝中学校として設立。
- 2023年 (令和5年）3月 - 近隣の船橋市立金杉台中学校が令和元年5月1日現在、全校生徒数58人のみという状況を踏まえて、4月に船橋市立御滝中学校へ統合された。

## 著名な卒業生
- 小笠原孝 - プロ野球・中日ドラゴンズ選手[2]
- 荒井七海 - 中距離走選手・1500m日本記録保持者[3]
- 小坂井智絵 - 中距離走選手
- 伊藤淳史 - 俳優
- 伊藤隆大 - 俳優
- 所司和晴 - 将棋棋士
- 関本賢太 - 柔道選手
- AYUSE KOZUE - シンガーソングライター

## 交通
- 京成松戸線滝不動駅より徒歩11分（経路案内）。